# Carlos Lamarca
Carlos Lamarca (Rio de Janeiro, 1937 — Pintada, Bahia, 1971) était un militaire et guérillero brésilien. 
Gagné aux idées marxistes, et en désaccord avec la dictature militaire instaurée au Brésil en 1964, il résolut, au milieu de sa carrière dans l’armée où il avait obtenu le grade de capitaine, de déserter de son poste et d’aller rejoindre en 1969 l’organisation de guérilla armée d’extrême gauche Vanguarda Popular Revolucionária (pt) (VPR), qui combattait le régime militaire et dont il devint bientôt l’un des commandants. Bien que traqué par les forces de sécurité à travers tout le pays après qu’il eut dirigé plusieurs attaques de banque (dont une se solda par mort d’homme), il créa un foyer de guérilleros et un camp d’entraînement dans la région du Vale do Ribeira, dans le sud de l’État de São Paulo ; lorsque l’armée eut découvert le camp et tenta de le cerner, Lamarca ne réussit à s’échapper que de justesse, au prix de l’exécution d’un jeune lieutenant que son groupe avait emmené en otage. Il fut ensuite à la tête du commando de ravisseurs qui en 1970 enleva l’ambassadeur suisse Giovanni Bucher à Rio de Janeiro, puis qui, contre l’avis de l’organisation, le remit en liberté en échange de la libération de 70 prisonniers politiques. Poursuivi pendant plus de deux ans par les militaires, il fut finalement repéré dans le sertão bahiannais et tué par les forces de l’ordre le 17 septembre 1971 à l’issue d’une longue traque. Condamné comme traître et déserteur par le Tribunal militaire supérieur et désigné comme principal ennemi du régime, il sera hissé par la gauche brésilienne au rang d’icône révolutionnaire socialiste ; cependant, les péripéties juridiques autour de ses droits posthumes attestent qu’il demeure une figure controversée. Le cinéaste Sérgio Rezende le prit pour sujet d’un de ses films biographiques, Lamarca, de 1994.

## Carrière militaire
Fils d’un père cordonnier et d’une mère femme au foyer, il vécut jusqu’à l’âge de 17 ans sur la colline Morro de São Carlos, dans le quartier Estácio de Rio de Janeiro, au sein d’une fratrie de sept frères et sœurs. Il suivit l’enseignement primaire à l’école Canadá et ses études secondaires à l’institut Arcoverde. À 16 ans, il participa aux manifestations de rue organisées dans le cadre de la campagne nationaliste O petróleo é nosso (litt. le pétrole est à nous) et avait pour livre de chevet Guerre et Paix de Léon Tolstoï. En 1955, il s’inscrivit à l’école préparatoire des cadets à Porto Alegre, et fut transféré deux ans plus tard à l’Académie militaire des Agulhas Negras à Resende, dans le nord-ouest de l’État de Rio de Janeiro, dont il sortit aspirant en 1960, à la 46e place sur 57 élèves. Sa première affectation fut au 4e régiment d’infanterie, à Quitaúna, Osasco, dans l’État de São Paulo. Maigre, mesurant 1,70 m, les yeux foncés, il se distingua bientôt comme un excellent tireur, le meilleur de son régiment, et représenta la 2e armée lors du tournoi de tir de Recife. La même année, il eut son premier enfant, César, issu de son mariage l’année précédente avec Maria Pavan, sa sœur adoptive.
En 1962, il intégra le bataillon Suez, qui faisait partie des forces de maintien de la paix de l’ONU dans la région de Gaza, en Palestine, où il servit dans la 7e compagnie, sous les ordres du major Alcio Costa e Silva, fils du futur président de la république; bouleversé par la pauvreté dont il avait été témoin sur place et influencé par les ouvrages marxistes dont il avait entrepris la lecture, il revint au Brésil dix-huit mois plus tard avec ses premières idées socialistes. Dans une lettre à des amis, il affirma que s’il lui fallait entrer en lutte, il le ferait aux côtés des Arabes, tant il avait été impressionné par la réalité de ce peuple dans la région, réalité qu’il qualifia de cruelle. Il servait, depuis son retour au Brésil en 1963, dans la 6e compagnie de police militaire, à Porto Alegre, lorsque survint le coup d’État militaire de 1964. En décembre de la même année, alors qu’il servait toujours dans le sud, il permit la fuite du capitaine brizoliste qui se trouvait sous sa garde.
Muté de Porto Alegre sur sa demande, il revint à Quitaúna en 1965, où il fut promu au grade de capitaine en 1967, et où il retrouva son ancien camarade de régiment Darcy Rodrigues, sergent détenu en 1964 mais réintégré depuis dans l’armée. Darcy y faisait un travail de propagande politique, et c’est par lui que Lamarca commença à s’initier aux œuvres de Lénine et de Mao Zedong. Jusque-là, Lamarca n’avait pas eu d’activité militante dans un quelconque parti de gauche organisé. À partir de cette année, il entretint des contacts avec des factions qui préconisaient la lutte armée pour renverser le gouvernement militaire et instaurer un régime socialiste au Brésil. Envisageant de déserter et de se joindre à la guérilla, Lamarca entreprit d’organiser une cellule communiste au sein du 4e régiment, laquelle incluait le sergent, un caporal et un soldat. En septembre 1968, il parvint à rencontrer le chef de l’ALN, Carlos Marighella, qui l’aida à faire quitter le Brésil à sa femme et à ses enfants — ils s’en iront tous vivre à Cuba — pour les mettre à l’abri, précaution nécessaire eu égard à ce qu’il se proposait de faire. Cette même année, ironiquement, alors qu’il mûrissait ses idées socialistes et méditait sa désertion, Lamarca travailla comme instructeur de tir pour les employées de la banque Bradesco, leur prodiguant, sur proposition de l’armée, un entraînement leur permettant de mieux affronter les braquages qui étaient alors sans cesse commis par les organisations de gauche.

### Desertion et clandestinité
Depuis décembre 1968, après la promulgation de l’AI-5, Lamarca était resté en contact avec Onofre Pinto, ancien sergent qui, comme lui-même, allait commander le groupe Avant-garde populaire révolutionnaire (Vanguarda Popular Revolucionária, VPR), et avait été à l’origine de différentes opérations de guérilla urbaine exécutées en 1968 avec l’intention de créer un futur foyer de guérilla rural dans l’État du Pará.
Dans l’immédiat, le plan prévoyait que Lamarca et ses compagnons de l’armée déserteraient le 26 janvier 1969, en emportant du 4e régiment près de 560 fusils, une grande quantité de munition et deux obus. La VPR susciterait alors un climat de guerre civile dans le pays, en bombardant le Palácio dos Bandeirantes, l’Académie de police et le QG de la 2e armée, et en s’emparant de la tour de contrôle de l’aéroport Campo de Marte, tous situés à São Paulo. Cependant un concours de circonstances fit capoter ce plan : trois jours avant la date convenue, le camion peint aux couleurs de l’armée et devant servir au transfert des armes, fut découvert dans une ferme à Itapecerica da Serra, non loin de São Paulo, alors qu’on avait terminé de le maquiller, après qu’un enfant des environs qui s’était approché des lieux et avait été maltraité par les peintres, s’était plaint chez son père, qui appela la police ; trois membres de la VPR, tous anciens militaires, mais se faisant passer pour des contrebandiers, furent appréhendés.
L’incident eut pour effet d’annihiler le facteur surprise escompté et obligea à précipiter l’action prévue. Le 24 janvier 1969, Carlos Lamarca, le sergent Darcy, le caporal José Mariani et  le soldat Roberto Zanirato, s’enfuirent du 4e régiment d’infanterie de Quitaúna dans une Volkswagen Transporter, emportant 63 fusils FAL, trois mitrailleuses légères et quelques munitions, autrement dit, bien moins que ce qui avait été envisagé. Lamarca quitta ainsi les forces armées pour plonger dans la clandestinité, dans laquelle il vivra jusqu’à sa mort.

## Guérilla
Désormais, Lamarca vivra dans des appareils (en portugais aparelhos, planques) dans la ville de São Paulo. Son quotidien consistera à se réveiller, dîner, fumer, boire du café, étudier, lire des livres traitant du marxisme afin d’accroître ses connaissances théoriques, et dormir. Dans ses premiers mois de clandestinité, il fit la rencontre de Iara Iavelberg, militante du MR-8, de qui il s’éprit et avec qui il se mit en ménage. Sa première action de lutte armée eut lieu le 9 mai 1969, quand il participa à l’attaque simultanée de deux banques dans le centre de São Paulo. Durant cette opération, Lamarca tua par deux coups de feu le garde civil Orlando Pinto Saraiva, lorsque celui-ci tenta d’empêcher le braquage en ciblant le sergent Darcy, compagnon de fuite de Quitaúna, au moment où il quittait la banque.
La VPR passa ensuite par une période de grande désarticulation interne à la suite de la détention de plusieurs de ses membres. Lors d’un congrès clandestin du groupe, convoqué pour aviser aux prochaines actions, Lamarca fut élu dirigeant. Au milieu de l’année, la VPR s’unit au Commando de libération nationale (COLINA) et au petit groupe gaúcho União Operária, pour constituer la VAR-Palmares. Pendant ces événements, Lamarca accorda un entretien en un lieu inconnu à la revue chilienne Punto Final, où il déclara que les actions du groupe jusqu’à cette date « n’étaient encore que les premiers pas de ce qui sera une longue et douloureuse guerre », et se soumit à une opération de chirurgie plastique pour réduire la taille de son nez.
Ladite opération fut réalisée en juin 1969 par le chirurgien Afrânio de Freitas Azevedo, qui ignorait au début qui était son patient. Freitas Azevedo était un jeune médecin originaire d’Uberlândia (Minas Gerais), qui faisait partie à cette époque de l’équipe d’Ivo Pitanguy et avait un passé de militantisme dans le mouvement étudiant carioca. L’opération chirurgicale pratiquée sur Lamarca valut au jeune médecin d’être retenu pendant 73 jours dans les bureaux de la sûreté (le DOI-Codi) de Rio.
En novembre 1969, toujours caché et changeant constamment de planque en compagnie d’Iara, il pleura en apprenant à la télévision la mort de Carlos Marighella.

### Le Vale do Ribeira
Lamarca entra plusieurs fois en conflit avec son organisation en raison de divergences politiques et idéologiques. Un premier désaccord se fit jour peu après son passage à la clandestinité, quand il se vit cloîtré dans les appareils bureaucratiques sans pouvoir disposer, ainsi qu’il l’avait escompté, d’un terrain où il pût commencer l’entraînement des guérilleros et mettre sur pied la guérilla dont il rêvait. Ce n’est qu’au bout d’un certain temps, grâce aux attaques de banque à São Paulo, que l’organisation sera en mesure de faire acquisition d’un terrain qui convienne à l’instruction militaire. Aussi, après être resté terré dix mois dans des appareils en ville, Lamarca put-il enfin quitter São Paulo avec Iara Iavelberg et plus de 16 camarades pour se rendre dans la région Vale do Ribeira, où se trouvait le terrain et où le groupe se proposait de suivre un entraînement militaire. Dans le campement en pleine forêt, l’intellectuelle Iara Iavelberg, psychologue et enseignante de 25 ans, issue des classes nanties de São Paulo et convertie au socialisme, donna des cours théoriques de marxisme aux militaires et guérilléros du groupe. Elle retourna dans la ville pour quelques semaines en raison de problèmes de santé provoqués par les dures conditions du lieu — diagnostiqué par la suite comme une hypothyroïdie —, le groupe continuant cependant son entraînement jusqu’en avril, quand l’armée, renseignée le 19 avril par un membre de l’organisation tombé aux mains des forces de répression et qui s’était mis à table, entreprit de cerner la zone.
Fin avril, plusieurs membres de la VPR furent faits prisonniers à Rio de Janeiro, parmi eux deux du Commandement national, Maria do Carmo Brito et Ladislau Dowbor. L’un des interpelés laissa échapper que Lamarca se trouvait à quelque endroit près du km 250 de la route BR-116. L’endroit se situait aux environs de la municipalité de Registro, dans le Vale do Ribeira, dans le sud de l’État de São Paulo. Le 21 avril, une force armée composée de 2500 soldats, renforcés par un contingent de policiers mis à la disposition par le gouvernement de São Paulo, investit le lieu, bloqua les routes avoisinantes, se saisit de 120 personnes, surveilla la forêt à l’aide d’hélicoptères, ferma l’autoroute Rodovia Régis Bittencourt et engagea un B-26 de la force aérienne pour bombarder des zones civiles soupçonnées d’abriter des guérilleros.
Les soldats, appartenant à dix unités différentes, étaient pour la plupart des recrues n’ayant bénéficié que de trois mois d’instruction, sans préparation de tir et dont plusieurs étaient munis du fusil d’assaut Mosquefal. Les guérilleros pour leur part étaient 17, et Lamarca, informé de la venue de l’armée, avait démonté la base et s’était engouffré dans la forêt. Huit d’entre eux réussirent à quitter la région en se mêlant à la population, tandis que deux furent appréhendés par les militaires, dont l’ex-sergent Darcy Rodrigues, après que, approchant de trop près les troupes gouvernementales pour pouvoir les observer, ils se furent écartés du groupe. Il restait sept guérilleros face à l’armée. Pendant des semaines, le peloton formé par Lamarca, Ariston Lucena (âgé de 17 ans), Yoshitane Fujimori, Edmauro Gopfert, Gilberto Faria Lima, José Araújo da Nóbrega et un ancien soldat de la Brigade militaire, Diógenes Sobrosa de Souza, erra dans la forêt du Vale do Ribeira.
La première rencontre entre les deux camps opposés se produisit le 8 mai, lorsque les guérilleros, se faisant passer pour des chasseurs, pénétrèrent dans le hameau de Barra do Areado, dans l’intention de louer une camionnette. La police militaire (PM, appelée alors Force publique), qui en fut avisée, dressa un barrage routier à Eldorado Paulista. À l’approche du véhicule, les soldats enjoignirent aux occupants de descendre et de présenter leurs papiers ; Lamarca et ses hommes sortirent alors de la camionnette en tirant, blessèrent deux soldats, dispersèrent la troupe et poursuivirent ensuite leur chemin. L’affrontement suivant eut lieu le même soir près de Sete Barras : se trouvant face à face avec un contingent de la PM, le groupe de Lamarca mena un combat rapide où l’entraînement des guérilleros et leur supériorité en armement — les fusils FAL dérobés à Quitaúna — décidèrent de l’issue du combat. La troupe des policiers militaires, un lieutenant, deux sergents, deux caporaux et onze soldats, étaient ou morts, ou blessés, ou faits prisonniers. Le commandant de la troupe était le lieutenant Alberto Mendes Júnior, âgé de 23 ans.
Aux termes d’un accord conclu entre Lamarca et le lieutenant, le barrage de police fut ouvert en échange de la restitution des blessés et des prisonniers. Mendes cependant fut retenu captif et contraint de prendre la route aux côtés des guérilleros pour servir d’otage. Peu après, les guérilleros virent un autre convoi militaire s’approcher sur la route et se précipitèrent dans la forêt. Après avoir marché pendant des jours, ils assistèrent en spectateurs à une escarmouche entre deux troupes de l’armée — l’une, une troupe du 6e régiment d’infanterie, et l’autre, un détachement logistique —, qui faisaient feu l’une sur l’autre croyant avoir affaire à l’ennemi, escarmouche qui se solda par deux blessés, un lieutenant-colonel et un soldat. Dans la confusion qui s’ensuivit, deux guérilleros perdirent le contact avec le groupe et finirent par être appréhendés quelques jours plus tard. Ne restaient plus dès lors que cinq hommes et le lieutenant Mendes, prisonnier du groupe.
Comme la fuite était ralentie par la présence de Mendes — qui avait déjà tenté de s’emparer d’une mitrailleuse, mais en avait été empêché par Lucena — et étant donné le soupçon que ce fut lui qui avait entraîné le groupe dans une embuscade — l’accrochage précédent avec les troupes du gouvernement —, Lamarca et ses hommes résolurent de tuer le prisonnier. Avec l’aval et sur ordre de Lamarca, le lieutenant de P. M. Mendes Júnior fut assassiné par Yoshitane Fujimori à coups de crosse de fusil, car l’on craignait qu’un coup de feu ne permît aux poursuivants de repérer la position des guérilleros. Le crâne fut fracassé à coups de bâton, et le corps abandonné dans une clairière de la forêt,,,.
Tandis que les recherches s’intensifiaient, les cinq continuèrent leur périple à travers la forêt, campant durant plusieurs jours sous une grande pierre pour se protéger de la pluie, et se nourrissant d’ananas et de bananes. Par trois fois, ils tentèrent de descendre dans quelque village pour y acheter de la nourriture, mais par trois fois furent dénoncés. Pris en embuscade une nouvelle fois, à la suite de dénonciations, cette fois par une patrouille sous les ordres du colonel Erasmo Dias – qui n’avait pas personnellement pris part aux recherches – les cinq réussirent à nouveau à s’échapper dans la forêt.
L’opération d’encerclement fut finalement interrompue 41 jours après son déclenchement. Affamés et les pieds blessés, le groupe décida de tenter sa chance par la route. Gilberto Faria Lima, le plus jeune, non encore fiché par la police, fit signe à un autobus de la ligne Sete Barras - São Miguel Arcanjo, monta à bord et s’en fut sans être inquiété. Le soir du 31 mai, les quatre restants, Lamarca, Ariston Lucena, Yoshitane et Diógenes, prirent le parti d’arrêter n’importe quel véhicule qui arriverait par la route et de s’en emparer. Le premier à surgir fut précisément un camion de l’armée, du régiment d’obusiers d’Itu. Les occupants, cinq soldats, furent maîtrisés et forcés de prendre place en sous-vêtements à l’intérieur du véhicule. Ayant enfilé les uniformes de la patrouille, le groupe lança le camion sur la route jusqu’à buter contre un dernier barrage près de Taquaral. Contraints de s’arrêter par les militaires et interrogés sur leur destination, Lucena répondit par un simple : « C’est l’ordre du colonel ». Sans autre vérification, le barrage fut ouvert, et à 22h30 ce même soir, les guérilleros abandonnèrent le véhicule à Marginal Tietê, dans la ville de São Paulo, avec leurs prisonniers à l’intérieur, puis se dispersèrent. Lamarca et ses hommes avaient déjoué la plus grande mobilisation dans toute l’histoire de la 2e armée.
En dépit de cette déconvenue, l’expérience dans le Vale do Ribeira fut néanmoins pour Lamarca riche d’enseignement, en ce sens en particulier qu’elle confirma le bien-fondé de ses projets de création d’une guérilla rurale, qui n’était selon lui pas moins viable et importante que celle urbaine. Du reste, ce point de discussion fondamental, touchant à la façon dont il convenait de faire la révolution, était l’une des lignes de partage de la gauche brésilienne : certains groupes en effet — ceux en particulier qui défendaient le concept de foyers de guérilla — estimaient que l’union des forces des guérillas urbaine et rurale était nécessaire pour déclencher le processus d’insurrection ; d’autres, comme Carlos Marighella, s’opposaient à cette stratégie, et à ces foyers statiques préféraient des colonnes mobiles. La VAR-Palmares, à laquelle appartenait Lamarca, convaincue que les campagnes représentaient le chaînon le plus fragile du capitalisme par l’ampleur des contradictions que celui-ci y manifestait, insistait sur la priorité d’une guérilla rurale.

### L’enlèvement de l’ambassadeur de Suisse
Après s’être échappé du Ribeira, Lamarca, devenu l’homme le plus recherché du Brésil, retrouve le VPR en lambeaux par suite de la capture de près d’une centaine de militants et sympathisants, mais principalement en raison de la détention à Rio de Janeiro de la dirigeante Maria do Carmo Brito et de la découverte de divers documents relatifs à l’organisation dans son aparelho de la rua Visconde de Albuquerque à Leblon. Lamarca erra de maison à maison avant d’être recueilli par Devanir José de Carvalho. En juin, tandis que le pays était à l’arrêt pour suivre la coupe du monde au Mexique, des guérilleros de l’ALN et de la VPR, dirigés par Eduardo Collen Leite, surnommé le Bacuri, enlevèrent à Rio de Janeiro l’ambassadeur d’Allemagne Ehrenfried von Holleben, et l’échangèrent contre 40 prisonniers politiques, qui furent acheminés en Algérie. Lamarca, caché à São Paulo, n’eut aucune part à cette opération, mais sa renommée porta les autorités à annoncer qu’il était l’organisateur du rapt. Cependant, le prochain et ultime enlèvement d’un diplomate sous la dictature militaire sera bien de son fait.
En poste au Brésil depuis quatre ans en qualité d’ambassadeur de Suisse, Giovanni Bucher se rendait ponctuellement chaque jour à son ambassade, sans voiture de sécurité, dédaignant les recommandations émises par la police fédérale à la suite d’enlèvements antérieurs de diplomates au Brésil. Le rapt eut lieu le 7 décembre 1970, dans la rue Conde de Baependi, dans le quartier Flamengo de la zone sud de Rio Janeiro, d’où il fut ensuite emmené dans une maison occupée par les ravisseurs rue Taracatu, dans le faubourg carioca de Rocha Miranda. Pendant l’opération, un des agents de la police fédérale chargés de sa sécurité, qui avait pris place dans la Buick bleue de l’ambassade, Hélio Carvalho de Araújo, fut tué par balles par Lamarca. En échange de la vie de l’ambassadeur, la VPR exigea du gouvernement la libération de 70 prisonniers politiques. Comme supplément, ils exigèrent le gel général des prix pour 90 jours et le libre passage aux portillons des gares de Rio de Janeiro. C’était à cette époque la rançon la plus élevée jamais demandée pour un ambassadeur enlevé.
Bucher subira la séquestration politique la plus longue jamais survenue au Brésil. Le gouvernement militaire, qui avait promptement cédé aux exigences lors des enlèvements précédents, résolut cette fois de durcir son attitude et refusa de libérer 13 des prisonniers nommés dans la liste envoyée par la VPR. Cette impasse, qui dura des semaines, entraîna finalement la décision de liquider Bucher, décision prise par la majorité des ravisseurs et par les bases de la VPR dans la clandestinité ; le fait qu’il ne fut cependant pas exécuté est dû à l’intervention de Lamarca, qui prit en tant que chef la responsabilité d’accepter les contre-propositions du gouvernement, sauvant ainsi la vie du diplomate.
Durant sa longue captivité, l’ambassadeur reçut la permission de prendre des bains de soleil dans le jardin et même d’accorder un entretien à la revue allemande Stern. Lamarca, qui se faisait présenter, dans la maison habitée depuis quelques mois par le ménage Tereza e Gerson de la VPR, comme un « oncle » logé, afin de ne pas éveiller les soupçons du voisinage, alla jusqu’à jouer au football avec les enfants de la rue et s’enhardit à quitter le repaire pendant une journée pour retrouver Iara Iavelberg à Brás de Pina.
À l’issue d’un mois de captivité entre les mains de la guérilla, lors de laquelle son sens de l’humour raffiné et incisif, son style bonasse et désabusé, avaient fait qu’il eut de bons rapports personnels avec ses ravisseurs — il sera même un grand partenaire de Carlos Lamarca au jeu de buraco —, Giovanni Bucher fut remis en liberté dans la matinée du 16 janvier 1971, près de l’église de la Penha, dans la zone nord de Rio de Janeiro, trois jours après l’embarquement des 70 prisonniers libérés par le pouvoir — les 13 refusés ayant été remplacés par d’autres — et leur départ pour l’exil au Chili. Pendant son interrogatoire par les autorités, Bucher refusa de reconnaître sur photographie aucun de ses cinq séquestrateurs, alléguant qu’ils ne se présentaient devant lui que cagoulés, ce qui était un mensonge. Ses gardiens avaient été en l’occurrence, outre Carlos Lamarca, Alfredo Sirkis (son interprète auprès du groupe, bien que Bucher parlât le portugais), Tereza Ângelo, Gerson Theodoro de Oliveira et Herbert Daniel. Cette libération signa la fin du cycle d’enlèvements politiques sous la dictature militaire.

## Mort
Le 22 mars 1971, Lamarca quitta la VPR pour s’intégrer au MR-8, l’organisation d’Iara. Il vivait enfermé avec elle dans un appareil à Rio de Janeiro, en l’espèce une maison sise sur le Largo do Machado et appartenant à des sympathisants, et menaçait de se tuer d’une balle et de faire exploser sa cache au gaz de ville au cas où il serait découvert. Au bout de plusieurs mois passés ainsi retranché, il s’enfuit pour la Bahia, et s’établit dans l’intérieur de cet État dans le but d’y renforcer le dispositif rural de l’organisation, pendant qu’Iara, séjournant d’abord un temps à Feira de Santana, fut emmenée à Salvador par un autre militant. Lamarca, se faisant passer pour 'Cirilo', géologue, arriva à Buriti Cristalino, dans la municipalité de Brotas de Macaúbas, en plein cœur du sertão bahiannais, à 590 km de la capitale de l’État.
Quoique n’étant plus désormais confiné dans les aparelhos, Lamarca vivait reclus dans une cabane, ne prenait ses bains que nuitamment et, pour ne pas laisser de traces, avait soin d’enterrer ses déjections. Il se mit à écrire des lettres à Iara, dans lesquelles il exposait ses états d’âme, son amour pour elle, et où il s’imaginait triomphant dans la guerre qu’il menait. Le dispositif clandestin qu’il mit sur pied à Buriti s’appuyait sur José Campos Barreto, alias Zequinha, ancien métallurgiste et organisateur en 1968 de plusieurs grèves dans la région ABC Paulista, qui avait auparavant rejoint les rangs de la VPR et de la VAR-Palmares, avant de se rallier au MR-8. À ses côtés se trouvaient ses parents et frères, et un ami professeur socialiste.

### Opération Pajuçara
Le destin de Lamarca fut scellé le 21 août 1971, lorsqu’un guérillero, César Benjamin, s’échappant d’un encerclement de la police à Ipanema, à Rio de Janeiro, dut abandonner dans la voiture qu’il occupait un journal de Lamarca et des lettres adressées à Iara, qui tombèrent ainsi aux mains des policiers. En recoupant les données topographiques et celles sur la végétation contenues dans ces documents, et en exploitant les informations obtenues de militants du MR-8 capturés dans la Bahia, les militaires surent identifier la zone de Buriti Cristalino comme la probable cachette de l’ancien capitaine. La veille, le 20 août, des informations arrachées à un guérillero capturé à Salvador, José Carlos de Souza, permirent aux agents de localiser Iara Iavelberg dans un appartement du quartier de Pituba dans la capitale bahiannaise. La maîtresse de Lamarca, cachée dans le logement que la police avait saturé de gaz lacrymogène, périt sous les coups de feu lors de l’invasion des lieux par les forces de sécurité. La version officielle de sa mort, le suicide, ne sera démentie que plus de trente ans plus tard, quand ses restes seront exhumés à São Paulo.
En possession de toutes ces informations dûment recoupées, le commandant du DOI-CODI bahiannais et chef de la 2e section de l’État-major de la 6e région militaire, le major Nílton Cerqueira, mit au point l’opération destinée à appréhender Lamarca, appelée opération Pajuçara, en référence à une plage de Maceió. L’effectif engagé comprenait au total 215 hommes des trois forces armées, en plus de policiers fédéraux, du DOPS et de la police militaire de Bahia, y compris 18 hommes de l’Escadron aéroterrestre de sauvetage (ou Para-Sar).

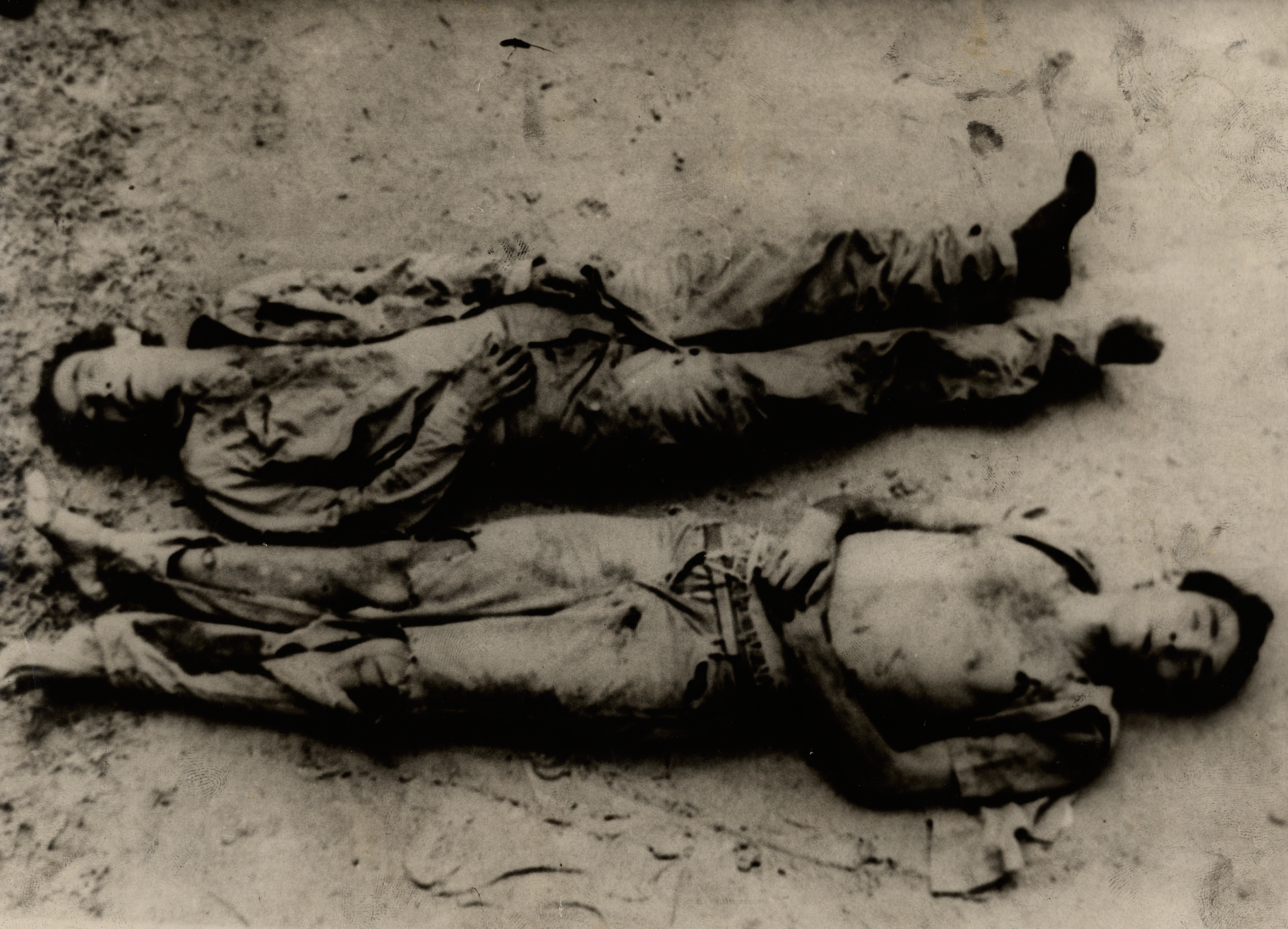
Les cadavres de Lamarca et de Zequinha Barreto gisant sur le sol de la base aérienne de Salvador.

Le 28 août, les hommes de Cerqueira firent irruption à Buriti. L’un des frères de Zequinha, Olderico, ouvrit le feu sur la troupe et tomba blessé d’une balle au visage. L’autre frère, Otoniel, de 20 ans, fut tué par une rafale de mitrailleuse. Dans le corps de logis de la fazenda, le professeur se suicida d’une balle dans la tête. Le patron de la fazenda, José, agriculteur de 64 ans, absent de la maison à ce moment, sera, dès son retour, torturé, en même temps que son fils blessé, et pendu la tête en bas pendant des heures, par les hommes de Cerqueira et de Sérgio Fleury, ce dernier s’étant lui aussi rendu à Bahia pour apporter son concours à la capture.
À Buriti, Lamarca et Zequinha, au bruit de la fusillade, quittèrent le campement et se précipitèrent à pied à travers le sertão, parcourant neuf kilomètres en une nuit. Ils s’engagèrent dans la montagne et firent arrêt dans une localité habitée. Dénoncés, ils durent plonger à nouveau dans la caatinga. Malade et à bout de forces, Lamarca sera porté sur le dos par Zequinha. Ils se dirigèrent sur Brotas de Macaúbas, en s’alimentant de mélasse de canne à sucre et en buvant l’eau des réservoirs d’eau pour bétail.
Le duo, après avoir parcouru trois cents kilomètres en vingt jours, atteignirent la localité de Pintada, hameau loin de tout, d’une cinquantaine de maisons seulement, dans le district municipal d’Ibipetum. Un enfant aperçut les deux hommes se reposant allongés sous un baraúna, et peu après la nouvelle parvint aux poursuiveurs ; le 17 septembre 1971, à trois heures de l’après-midi, les hommes de Cerqueira arrivèrent sur les lieux et surprirent le duo. Zequinha, entendant le fracas d’une branche en train de se briser, en avisa son chef et tenta de courir au large, mais fut tué par une rafale de mitrailleuse. Lamarca fut tué par sept coups de feu lorsqu’il voulut se relever. L’une des balles lui perça le cœur et les deux poumons. Son corps fut suspendu à un pieu et porté jusqu’à une camionnette, qui l’emmena ensuite à Brotas de Macaúbas et, de là, à la base aérienne de Salvador, où les cadavres furent photographiés étendus à même le sol de béton. Lamarca avait encore les yeux ouverts.
Le corps de Lamarca une fois enterré au Campo Santo de Salvador, dans une tombe numérotée anonyme, sa mort donna lieu le 22 septembre 1971 à la publication d’un communiqué du directeur de la Censure fédérale à l’attention de l’ensemble des moyens de diffusion, communiqué ainsi libellé : « Par décision du président de la république, toute publication sur Carlos Lamarca est, à compter de ce jour, interdite dans tout le pays. Je déclare que toute référence pourrait contribuer à la création du mythe ou à l’altération des faits, susceptibles de produire une image de martyr pouvant porter atteinte aux intérêts de la sûreté nationale. »

## Citations et opinions
« Je suis venu servir dans l’armée, pensant que l’armée servait le peuple, mais quand le peuple crie pour ses droits, il est réprimé. Ici, l’armée défend les monopoles, les grands propriétaires terriens, la bourgeoisie. Le peuple est toujours réprimé. Cette armée est corrompue et je ne le supporte plus… »

— Carlos Lamarca, en 1966.

« Le capitaine Lamarca ne dispose pas d’un QI suffisant, le rendant apte à être un dirigeant révolutionnaire. C’est un élément de caractère versatile, il n’a pas de position définie, il prend ses décisions suivant ses penchants émotionnels. Ses qualités militaires sont limitées, en ceci qu’il est incapable de faire un usage pratique des connaissances techniques qu’il possède. Il est peu sagace. La stature politique pour être chef de gauche lui a été attribuée par la presse. »

— José Araújo da Nóbrega, de la Vanguarda Popular Revolucionária (VPR), camarade de Lamarca dans le Vale do Ribeira.

« En plus d’être déserteur, Lamarca n’a pas été fidèle à son serment, qui est prononcé solennellement par les officiers de l’armée brésilienne. En plus d’être déserteur, Lamarca ensuite s’est révélé être un assassin de sang-froid. Honneur, Patrie, famille, dignité et intégrité de caractère étaient des notions étrangères à ce terroriste qui, comme d’autres, a entaché l’uniforme de militaire de l’armée et a trahi les siens. »

— Colonel Carlos Alberto Brilhante Ustra, commandant du DOI-CODI/SP (1970-1974)

« Carlos Lamarca fut un symbole de la resistance radicale à la dictature militaire. »

— Tarso Genro, ministre brésilien de la Justice (2007-2010)

## La figure de Lamarca au cinéma
En 1980, encore sous le gouvernement de João Baptista Figueiredo, les journalistes Emiliano José et Miranda Oldack publièrent Lamarca, o Capitão da Guerrilha, biographie de Carlos Lamarca. Le réalisateur Sérgio Rezende tourna en 1994, en s’appuyant sur ce livre, le film Lamarca, avec Paulo Betti dans le rôle du guérillero. Douze ans plus tard, il sera donné à Betti d’interpréter une deuxième fois Lamarca dans Zuzu Angel, du même Rezende.
Le film Lamarca suit assez fidèlement la biographie de José et Oldack et se base donc sur des faits historiques avérés. Il est à noter toutefois que ces biographes ont réalisé leur ouvrage essentiellement en exploitant les témoignages et reportages parus dans des périodiques de la résistance tels que les hebdomadaires O Pasquim et Em Tempo et le mensuel CooJornal, ainsi que les rapports de l’armée. Le film déroule une intrigue dont le personnage central est la figure de Carlos Lamarca et où le contexte historique de la lutte armée, de la résistance, est somme toute assez largement occultée ; toute la gamme des possibilités d’aborder cette période historique du Brésil se trouve ainsi reléguée au second plan, et le film prend des allures de roman biographique. À aucun moment, le film n’évoque les autres modalités de resistance, celle des étudiants p.ex., qui fut sans doute plus expressive. D’aucuns ont déploré la quasi-totale absence du peuple dans le film, le peuple en effet n’apparaissant guère que par le biais de ces paroles de Lamarca, quand il se lamente que « si le peuple avait conscience de la condition désespérante où il vit, il finirait par saisir les armes et lutter à nos côtés ». Au souci constant du réalisateur de mettre en lumière le rôle de Carlos Lamarca comme chef révolutionnaire répondent ses efforts à restituer l’aspect humain de Lamarca, notamment à travers quelques scènes de son intimité familiale, une série de discussions avec ses camarades de l’organisation, et ses rapports avec la guérillera Clara, et aussi par l’accent mis sur l’idéalisme du personnage, dûment doté de toutes les caractéristiques de ceux qui renoncent à la convivialité du foyer au nom d’un idéal révolutionnaire ; ce renoncement ne va pas sans conflit intérieur, très explicitement dramatisé dans le film. D’autre part n’est ici qu’effleurée la liaison amoureuse entre Lamarca et Iara Iavelberg, du moins dans ses aspects érotiques, qui tendent à s’effacer devant les discussions purement existentielles et politiques du couple. Selon le magazine Veja, l’épouse de Lamarca aurait mis deux conditions à son approbation du scénario du film : « Elle ne voulait pas de scènes de sexe, ni que les forces armées soient ridiculisées ». Très saisissante est l’analogie qui est faite par Rezende, dans le dernier plan du film, entre Lamarca et la figure du Christ, encore que cet artifice stylistique ait été beaucoup critiqué dans certains milieux : Lamarca, tué par les policiers, la tête appuyée sur un tronc d’arbre, a les bras écartés à la manière du Christ sur la croix.

## Hommages

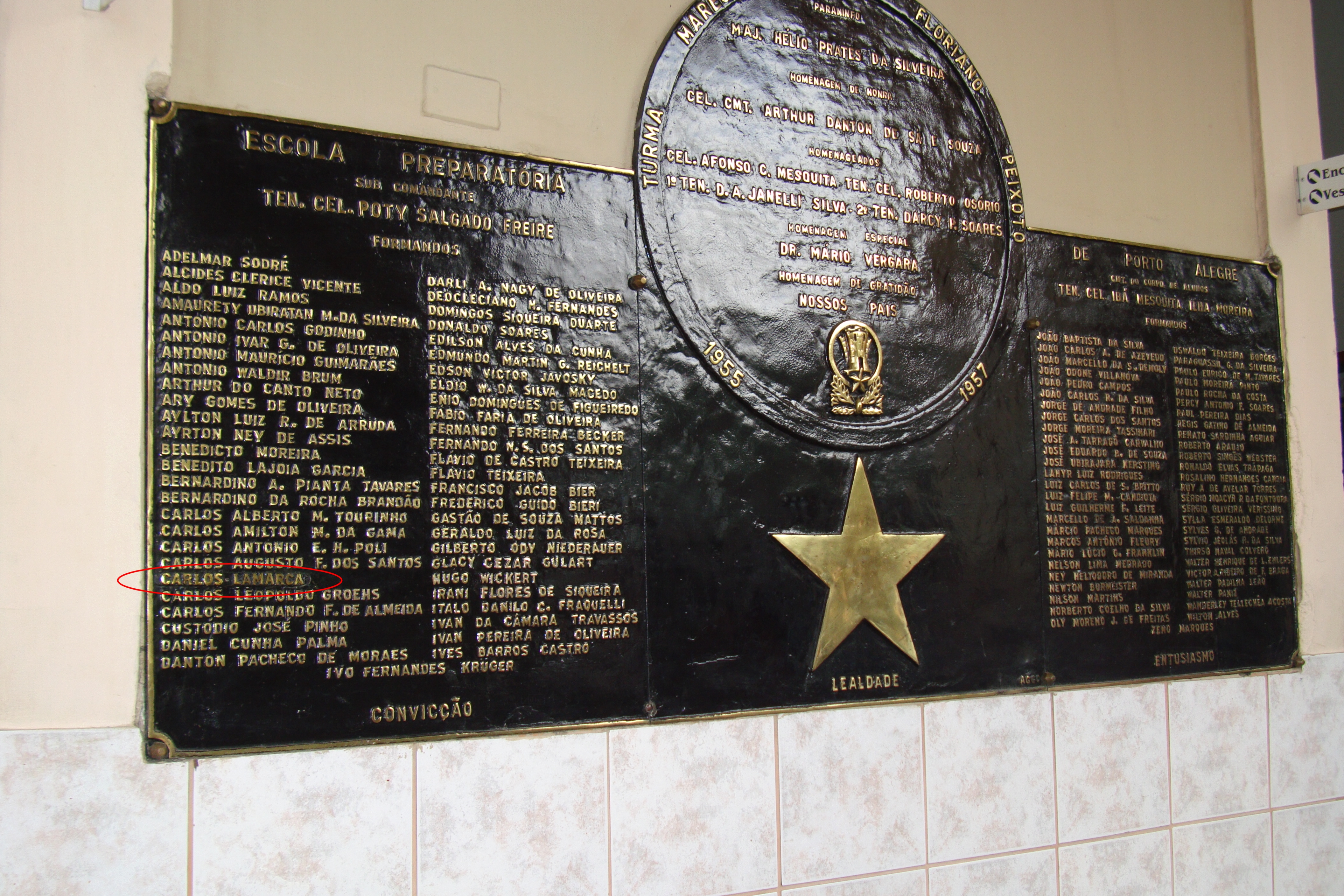
Plaque dédiée à la promotion 1957, dans le bâtiment de l’École préparatoire des cadets, aujourd’hui Collège militaire de Porto Alegre, d’où le nom de Carlos Lamarca (entouré d’un cercle rouge en bas à gauche) fut ôté, puis restauré.

La mairie de la municipalité d’Ipupiara, dans la Bahia, aménagea, dans le hameau de Pintada (district d’Ibipetum), lieu où périt Lamarca, une place en son honneur, comprenant une statue de Carlos Lamarca, un amphithéâtre, un terrain de jeux, une fontaine lumineuse et une cantine, laquelle place, nommée place Carlos Lamarca, fut inaugurée le 13 janvier 2007. La municipalité vota en outre une loi instituant le 17 septembre comme jour férié communal.
À São Bernardo do Campo, dans l’État de São Paulo, une rue fut baptisée à son nom.

## Droits posthumes
En 2007, trente-six ans après sa mort, sous le gouvernement du Parti des travailleurs, la Commission d’amnistie du ministère brésilien de la Justice sous la supervision du ministre Tarso Genro, consacra sa session inaugurale à conférer le grade de colonel des armées à Lamarca, qui mourut avec le grade de capitaine. Son épouse, Maria Pavan Lamarca, eut droit à une pension mensuelle équivalant au salaire d’un général de brigade, tandis que fut accordée une indemnisation à hauteur de 100 mille R$ à chacun de ses deux enfants, pour les onze années qu’ils avaient été forcés de vivre exilés à Cuba. En outre, la famille de Lamarca se vit octroyer le statut de persécuté politique, eu égard au fait qu’elle avait une fiche de suivi dans les archives du Service national d’informations (SNI).
En 2010 cependant, par suite d’une action en justice du Clube Militar, la juge Cláudia Maria Pereira Bastos Neiva de la 14e circonscription fédérale de Rio de Janeiro, suspendit le versement des indemnisations et pensions à la veuve de Lamarca. La question demeura en suspens, en attente du jugement d’instances supérieures. Selon la juge, « Lamarca ne fit pas l’objet d’'actes d’exception'. Son exclusion de l’armée faisait suite à un abandon de poste, qualifiable à cette époque de crime de désertion. »
En octobre 2014, le tribunal régional fédéral (TRF) de São Paulo reconnaissait le droit posthume de Lamarca à être promu colonel avec rémunération de général de brigade, s’opposant ainsi au recours des avocats de militaires qui avaient mis en cause la décision antérieure de la justice au motif que, selon eux, Lamarca n’était qu’un simple déserteur, et par là n’entrait pas en ligne de considération pour une promotion post-mortem. À l’unanimité, le tribunal se rendit en effet à l’argument des avocats de la veuve de Lamarca, selon lequel l’ex-guérillero n’eut d’autre choix que de déserter, à la suite de la violation institutionnelle commise par les forces armées brésiliennes, et que donc il est en droit de réintégrer le cadre militaire une fois rétablie la normalité démocratique du pays,,.
Néanmoins, en 2015, les décisions de la Commission d’amnistie portant versement à titre d’indemnisation d’une pension équivalente au grade de général de brigade en faveur de Maria Lamarca, ainsi que la promotion au grade de colonel, furent à nouveau annulées,.